# 三角崙山
三角崙山是臺灣雪山山脈北段的一座山，位於新北市坪林區大林里與石𥕢里交界處，接近宜蘭縣礁溪鄉大忠村邊界。主峰海拔1026.6公尺，是石𥕢里的最高點，山頂立有編號4165的三等三角點。東南峰海拔993.2公尺，立有森林三角點。大部分山區植被皆為常綠闊葉林，近稜線處則為灌叢與草生地。東南側的羅東林區管理處宜蘭事業區第25林班部分區域於1992年被劃設為礁溪臺灣油杉自然保護區。
自臺灣東北角向南起算，三角崙山是雪山山脈北端尾稜繼鶯子頂山之後，第二座海拔逾1000公尺的山。山脊往北北西方向連接箭竹子山，構成石溪支流四堵溪、姑婆寮溪與得子口溪分水嶺，其東南側的得子口溪流域即有多個瀑布。山脊往東與東南東方向分別接連後湖子山與鵲子山。

## 人文歷史
三角崙山之名最晚已記載於20世紀初期完成的《臺灣堡圖》。地圖中稱該山東南側山腰地帶為五峰旗山，東側則稱為水鴨嶺，其中前者現今專指該區域的其中一個山頭。當時三角崙山與西南方接連的烘爐地山，以及東方接連的後湖子山構成礁溪的番界，此稜線大致也貼合現今新北與宜蘭的交界線。
1970年代的三角崙山已名列蘭陽五大名山之一，但因地處偏僻，登之者寡。當時的登山者多從北宜公路下切至𩻸魚堀溪流域，沿該溪支流上溯至三角崙山稜線，過程需長時間涉水，行走不易。1977年1月，有登山者開闢自碧湖橋南行，經三角崙山至五峰旗瀑布的路線，全程皆為陸路，故後來的登山者多採此路徑攀登。同年，天主教羅東靈醫會修士巴瑞士偕同教友與山友於三角崙山南側興建聖母山莊，並闢建從五峰旗通往山莊的聖母登山步道；此段路線後由林務局規畫為區域級步道，而山莊再往上至三角崙山山頂的步道也漸趨完備。2006年，三角崙山入選行政院體育委員會公布的台灣小百岳。
2018年7月，旅居臺灣的日本攝影師小林賢伍在社群媒體上發布他在三角崙山拍攝的照片，並以「抹茶冰淇淋」形容玉山箭竹等禾本科植物長成的草原遍布山坡的景色，引起許多關注，三角崙山一帶自此以「抹茶山」的暱稱聲名大噪。宜蘭縣議員吳宏謀與李清林於2021年初向宜蘭縣政府提出在三角崙山興建纜車，藉此促進觀光，引發正反兩極意見。宜蘭縣政府工商旅遊處後來委託顧問公司評估可行性，結果指出興建纜車成本過高，當地也無法負荷足以支撐纜車營運的人流量，加上有破壞生態的風險，因而不建議開發，時任礁溪鄉長張永德則表示尊重縣政府的決策。
2020年3月20日，一名阮姓越南籍婦人在山上失蹤，動員宜蘭縣、新北市消防局搜救人員等單位，卻遍尋不著。直到6月8日，在翡翠水庫發現遺體。